# Astragalus farkharensis
Astragalus farkharensis är en ärtväxtart som beskrevs av Dieter Podlech. Astragalus farkharensis ingår i släktet vedlar, och familjen ärtväxter. Inga underarter finns listade i Catalogue of Life.